# ヴァイキング・グローリー
ヴァイキング・グローリー（Viking Glory）は、フィンランドのヴァイキング・ラインが運航しているフェリー。

## 概要
2021年12月23日に中国の厦門船舶重工で竣工、引き渡され、
2022年3月1日よりトゥルク～マリエハムン（オーランド島）～ストックホルムのバルト海横断航路に就航した。
2013年に竣工した「ヴァイキング・グレース」（57,565総トン）に続くヴァイキング・ライン2隻目のLNG燃料フェリーで、
同船に比べ大型化したが、船型改良や燃費の最適化により約10パーセントの燃費削減が図られている。
また、同船ではLNGタンクは後部デッキ上に設置されていたが、本船では船体内に収容された。